# Gary's Gang
I Gary's Gang sono stati un gruppo musicale disco statunitense. Vengono ricordati soprattutto per il loro singolo Keep On Dancin' (1978).

## Storia del gruppo
I Gary's Gang vennero fondati negli anni settanta nel Queens di New York. Il loro primo singolo Keep On Dancin', pubblicato nel 1978, si inserì al primo posto della US Dance, il quindicesimo di quella R&B e la quarantunesima di quella pop; si collocò inoltre all'ottava posizione di quella britannica. La traccia venne pubblicata nel loro album d'esordio Keep On Dancin', pubblicato l'anno seguente. I Gary's Gang riuscirono a raggiungere alti piazzamenti nelle classifiche con le seguenti tracce Let's Lovedance Tonight del 1979 (#1 della US Dance), campionata da Soulsearcher nella sua Can't Get Enough (1999), Knock Me Out del 1982 (#25 della US Dance) e Makin' Music del 1983 (#8 della US Dance).

## Formazione
- Gary Turnier – batteria, voce
- Eric Matthew – chitarra, voce
- Al Lauricella – tastiera
- Rino Minetti – tastiera, voce
- Bill Catalano – percussioni, voce
- Bob Forman – sassofono, flauto
- Jay Leon – trombone

## Discografia

### Album in studio
- 1979 – Keep On Dancin'
- 1979 – Gangbusters

### Singoli
- 1978 – Keep On Dancin'
- 1979 – Do Ya' Wanna Go Dancin'
- 1979 – Showtime
- 1979 – Let's Lovedance Tonight
- 1979 – Spirits
- 1982 – Knock Me Out
- 1983 – Makin' Music
- 1984 – Runaway
- 1990 – Keep On Dancin' 1990